# Rätikon
Rätikon (även skrivet: Rhätikon) är en bergskedja som utgör en del av Alperna. Området ligger i Graubünden, Schweiz; Liechtenstein och Vorarlberg, Österrike. Namnen kommer från den romerska provinsen Raetien.